# Zbiorniki wody na Stokach w Łodzi

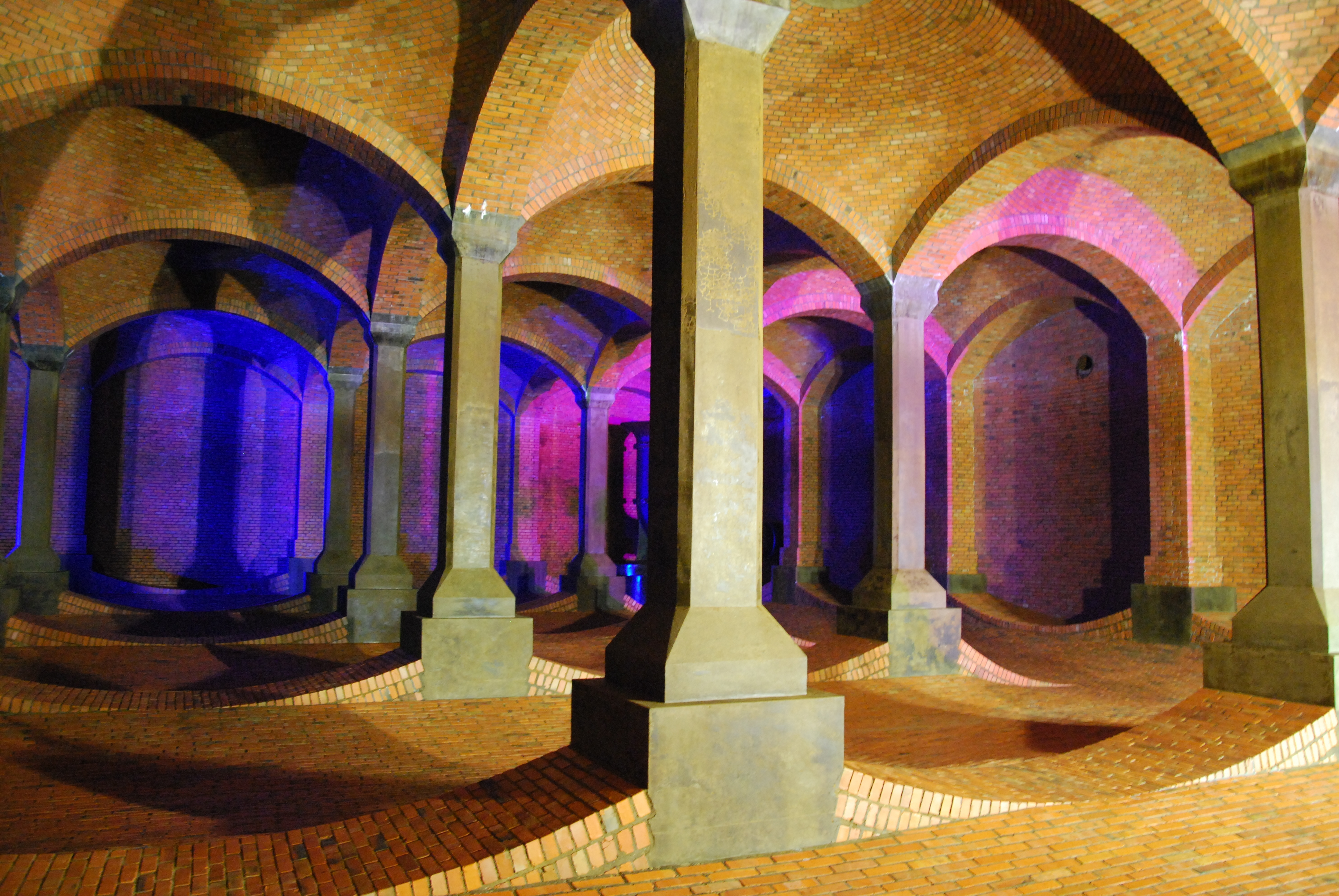
Wnętrze podziemnej „katedry” na Stokach

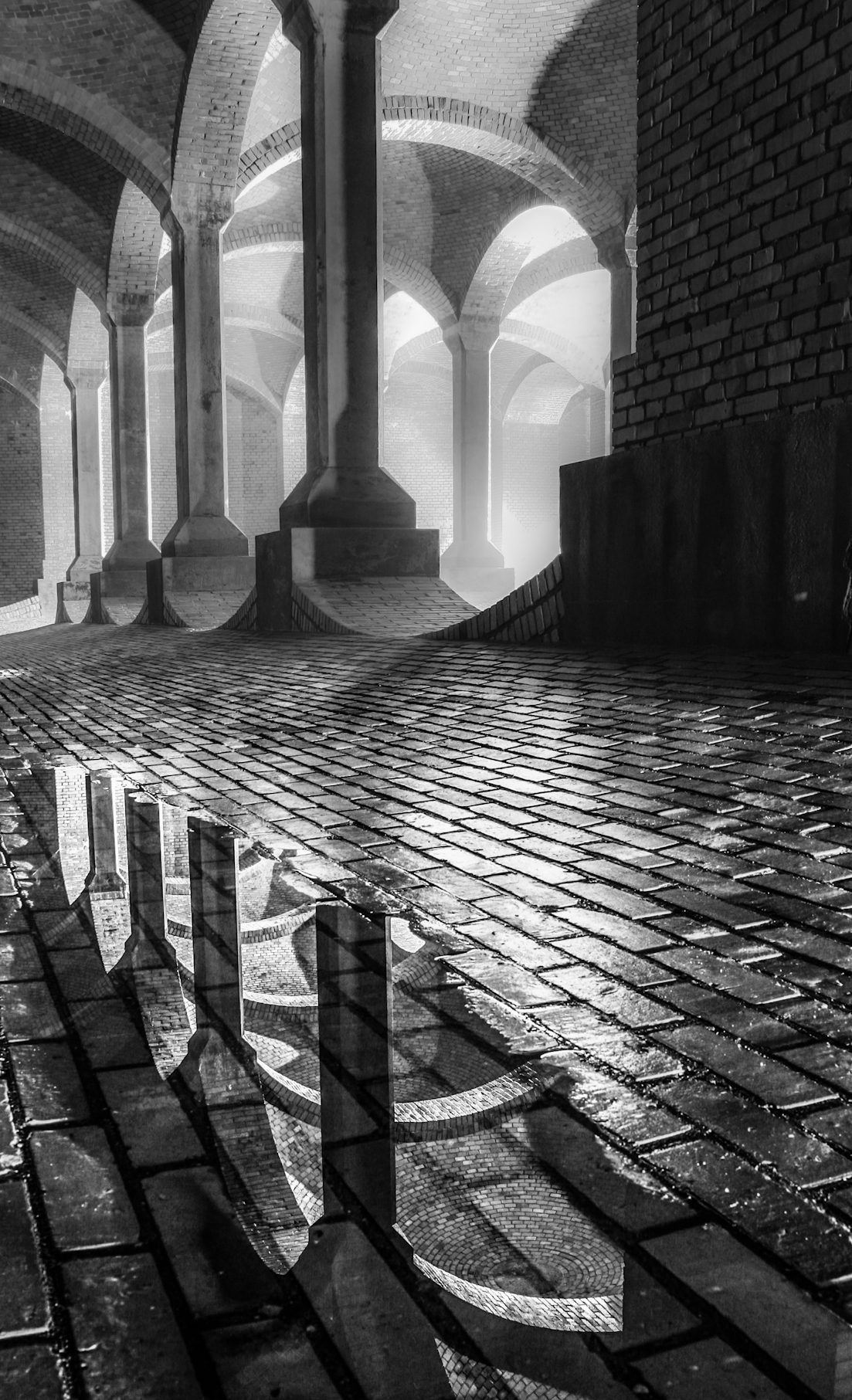
Wnętrze podziemnej „katedry” na Stokach

Zbiorniki wody na Stokach – podziemne zbiorniki wody pitnej, mieszczące się na terenie osiedla Stoki w Łodzi. Ze względu na konstrukcję i urodę, zbiorniki nazywane są „podziemną katedrą”.

## Historia
Zbiorniki zostały zaprojektowane w latach 1901–1909 przez angielskiego inżyniera, Williama Heerleina Lindleya, który wcześniej opracował plan kanalizacji m.in. Warszawy, Pragi i Baku. Zaproponował on zbudowanie w jednym z wyższych punktów miasta (260 m n.p.m.) zespołu zbiorników, które w sposób naturalny pełnić miały funkcję wieży ciśnień i rozprowadzać wodę po mieście metodą grawitacyjną. Wysokie koszty inwestycji spowodowały, że pierwsze dwa zbiorniki, o pojemności 15 000 m³ każdy, zbudowano dopiero w latach 1935–1937. Dwa kolejne powstały po wojnie, w latach 1949–1953.

## Konstrukcja
Zbiorniki są zbudowane na planie kwadratów o boku 60 m. Sklepienie każdego zbiornika podpiera 81 kolumn, tworząc 100 kopuł. Stropy, ściany i podłoże zbiorników mają łukowaty kształt tak, by lepiej przenosić ciśnienie zgromadzonej w nich wody.
Zbiorniki zasilane są wodą pochodzącą ze studni głębinowych w Łodzi (37 studni o głębokości od 100 do 901 m), 8 studni w Rokicinach oraz 7 studni w Bronisławowie.
Od 2004 roku Łódź nie korzysta z ujęcia wody na Zalewie Sulejowskim.
W przypadku awarii wszystkich ujęć wody zasilających Łódź, jej zapas w zbiornikach na Stokach wystarczyłby miastu na 8 do 12 godzin. W ciągu roku przez zbiorniki przepływa ok. 30 mln m³ wody.

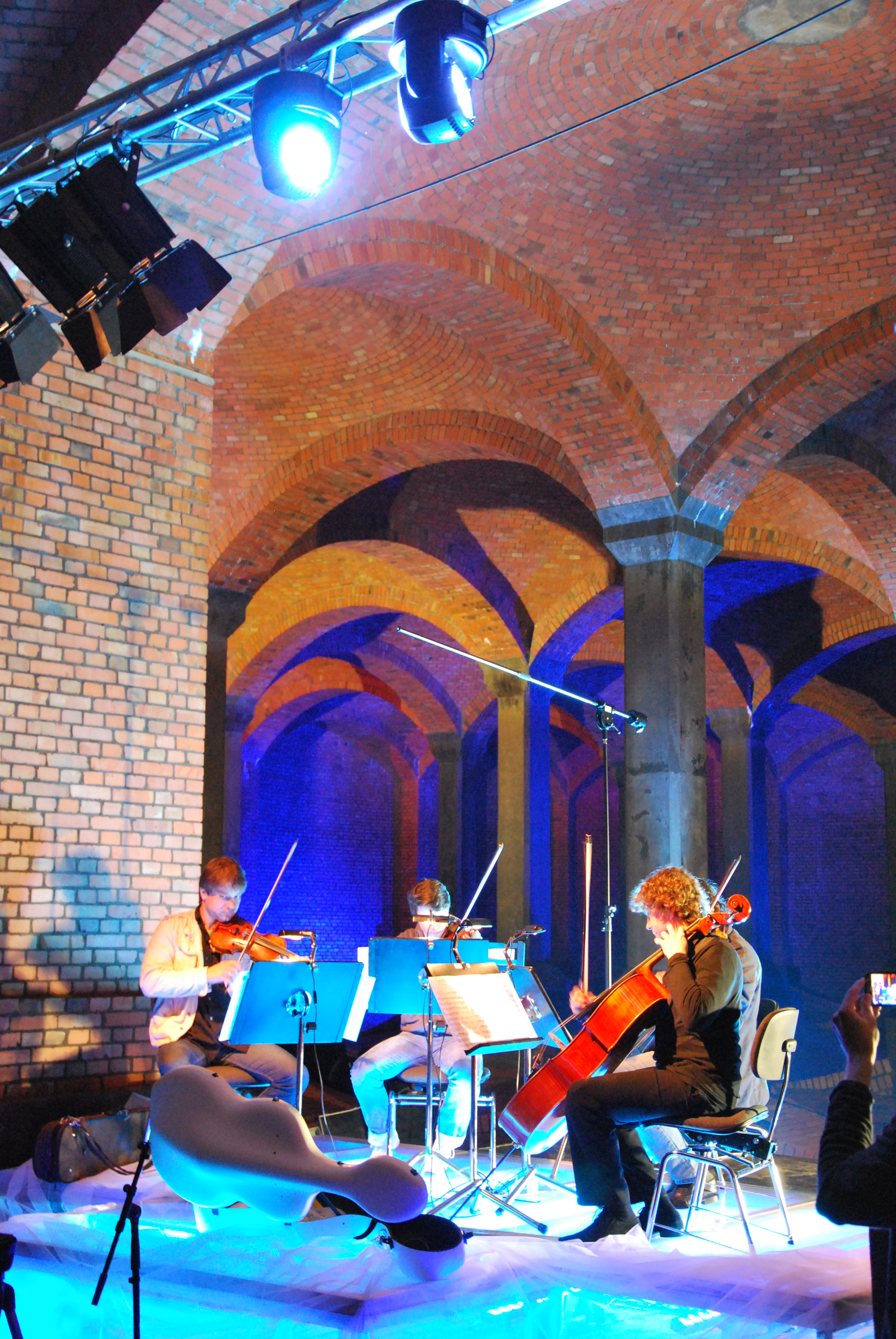
Koncert kwartetu smyczkowego we wnętrzu podziemnej „katedry” na Stokach

## Wydarzenia kulturalne
We wrześniu 2012 r. odbył się tu koncert kwartetu smyczkowego w ramach Festiwalu Łódź Czterech Kultur.